# Font de la Sala (l'Estany)
La Font de la Sala és una font del terme municipal de l'Estany, a la comarca del Moianès, protegida com a bé cultural d'interès local.
Està situada a 768 metres d'altitud, al sud-est del paratge de les Fonts, al nord-est del Camp Roqueta i al sud del Molí del Castell, a l'esquerra de la Riera de l'Estany. Té a prop i al nord-est la Font de Sant Antoni i més lluny al nord la Font del Molí.

## Descripció
La font de la Sala és una surgència natural situada a la vora del camí antic de Prats de Lluçanès o de Sant Feliu de Terrassola, a prop de la riera de l'Estany i la font dels Bous.

La Font de la Sala, respecte del terme de l'Estany

La font és anterior a 1819. Consisteix en un mur de paredat de contenció de terres fet de paredat, del qual sobresurten dos brocs de pedra tallada pels quals brolla l'aigua a un recipient de pedra. Damunt dels brocs es conserva una llosa de pedra amb inscripcions del segle xix. En el mur baix hi ha una caseta d'obra de fàbrica de paredat i coberta amb biguetes de formigó i revoltons ceràmics, construïda l'any 1911 per acollir els equips d'impulsió de les aigües fins al poble, actualment en desús.

## Notícies històriques
No sabem exactament quan es va fer la font. Es conserva una llosa de pedra amb unes inscripcions actualment molt deteriorades on es podia llegir: "soy del señor Juan y la señora Francisca Maria Castell y Galí, 1819". Aquests eren els propietaris del Mas del Castell. La finca rebia el nom de la família de cognom Castell.
Després d'una gran sequera, l'Ajuntament instal·là un sistema de bombeig d'aigües des d'aquesta font fins al nucli urbà segons el projecte de l'enginyer barceloní Cesar Molinas. D'aquesta instal·lació es conserva la caseta de la central d'elevació d'aigües, al costat de la font.